# Pilocrocis antenoralis
Pilocrocis antenoralis là một loài bướm đêm trong họ Crambidae.